# 毒理學及環境健康期刊
《毒理學及環境健康期刊》（英語：Journal of Toxicology and Environmental Health）是一份1975年起發行的學術期刊。該期刊的內容包括環境毒理學和環境健康，又分為兩冊﹕甲部為當前問題（Current Issues）、乙部為評論（Critical Reviews），前者每半個月出版一次，後者則每年出版八期。目前，期刊的主編是渥太華大學的Sam Kacew。據2012年的期刊引證報告指，《毒理學及環境健康期刊》甲部的影響因子是1.733，乙部為3.896。

## 資料來源
1. ↑  . . Web of Science Science. Thomson Reuters. 2013.
2. ↑  . . Web of Science Science. Thomson Reuters. 2013.

## 外部連結
- 官方网站